# Charentsavan
Charentsavan (armenio: Չարենցավան) es una comunidad urbana de Armenia perteneciente a la provincia de Kotayk'.

## Historia
El pueblo fue fundado en 1948 en la margen izquierda del río Hrazdán con el nombre de Lusavan para dar vivienda a los empleados de la central hidroeléctrica de Gyumush.
Con el paso de los años se fue consolidando como un núcleo industrial.
Ciudad desde 1961. En 1967 cambió su nombre al actual Charentsavan en honor al poeta Yeghishe Charents.
En 1974, la población de la ciudad era de 21 mil personas, había una planta de máquinas herramienta, una planta de herramientas, una planta de agua mineral, una fábrica de ropa y una escuela industrial.
En enero de 1989 la población era de 33,9 mil personas. En esta época, la base de la economía era la producción de carretillas elevadoras, prensas, herramientas y agua mineral.
En 2011 tiene 20 363 habitantes.

## Transporte
Hay una estación de tren en el ferrocarril, a medio camino entre Ereván y Sevan
Se sitúa junto a la carretera M4.